# Whitton (Australia)
Whitton – miasto w Australii, w stanie Nowa Południowa Walia.